# Ingrid Andree
Ingrid Andree, född 19 januari 1931 i Hamburg, Tyska riket, är en tysk skådespelare. På 1950-talet gjorde Andree ett flertal huvudroller i tysk film, men har sporadiskt medverkat i film och TV-produktioner fram till 2000-talet. Hon var mor till skådespelaren Susanne Lothar.

## Filmografi, urval
- 1957 – Svindlaren Felix Krull
- 1958 – Miljontjuven
- 1959 – Skuggan av ett brott
- 1964 – Natt i Reeperbahn
- 1995 – Tár úr steini
- 2010 – Transfer